# Frederik Ernst af Brandenburg-Kulmbach
Friedrich Ernst af Brandenburg-Kulmbach (født 15. december 1703, død 23. juni 1762 på slottet Friedrichsruh i Drage) var broder til den danske dronning Sophie Magdalene, titulær markgreve af Brandenburg-Bayreuth og dansk statholder i Hertugdømmerne fra 1731 til sin død. Han var barnløs.
Han var søn af titulær markgreve Christian Heinrich af Brandenburg-Kulmbach. To af hans brødre blev regerende markgrever i Brandenburg-Bayreuth.
Han blev opdraget sammen med broderen og kom 1725 til København, hvor han blev oberstløjtnant ved Fynske Regiment og 1728 som oberst fik kommandoen over Jyske Gevorbne Regiment. 1729 blev han Ridder af Elefanten og fik en meget stor, der siges 80000 rigsdaler, årlig apanage. Da hans svoger Christian VI blev konge, blev han endnu mere overvældet med æresbevisninger. 1731 blev han udnævnt til statholder i Hertugdømmerne Slesvig og Holsten. Han giftede sig den 26. december samme år med en datter af hertug Ernst Ferdinand af Braunschweig-Bevern, Christina Sophie (1717-1779), fra hvem han senere lod sig skille. Kongen skænkede ham godset Drage (i nærheden af Itzehoe), hvis slotsbygning han ombyggede og lod kalde Friedrichsruh. Slottets ombygning og udvidelse skete 1744-51 efter tegninger af Nicolai Eigtved. Slottet blev nedrevet i 1787.
1732 blev han ridder af L'union parfaite og 1734 både generalmajor og lidt senere generalløjtnant. Han forvaltede sit vigtige embede med en myndighed, der svarede til hans opblæste og hovmodige personlighed, og som gav sig til kende på mange uheldige måder. Kendt er de voldsomme forholdsregler, som han havde til hensigt at anvende for at undertrykke den bondeopstand, der i foråret 1740 var udbrudt i Ditmarsken, da han på en uheldig måde havde søgt at gennemføre landmilitsen. Han og hans broder hører til de værste af de snyltende tyskere, som i det 18. århundrede fik indpas i Danmark, og kostede kongen, deres svoger, store summer, dels i gaver, dels i lån, som aldrig blev tilbagebetalt. Markgreve Frederik Ernst, der 1739 med titel af generalfeltmarskal-løjtnant blev kommanderende general over tropperne i Hertugdømmerne og 1745 øverstbefalende over den danske hær, havde aldrig deltaget i nogen krig og kom aldrig dertil. 1734 blev han udset til chef for et hjælpekorps på 6000 mand til England, men det blev ikke afsendt, og da den hær, som fra 1758 under hans kommando var trukket sammen i Holsten som et observationskorps i de urolige tider og særlig på grund af stridighederne med det holsten-gottorpske hus, endelig 1762 skulle marchere i felten, måtte han erklære sig for gammel og svagelig til at føre den. Af disse grunde fik han sin afsked og døde 23. juni samme år.
Markgreven og hans gemalinde Christine Sophie er begravet i Hohenaspe Kirche i Holsten.
Markgrafenzimmer på Glücksborg Slot er opkaldt efter ham.